# Wettkampfregel
Wettkampfregeln (auch Wettkampfbestimmungen oder Spielregeln) sind Regelungen zur Durchführung von Wettkämpfen im Sport. Sie werden von den für die jeweilige Sportart zuständigen Sportverbänden festgelegt. Für nationale Wettkämpfe sind dies meist die nationalen Sportfachverbände, für internationale Meisterschaften die entsprechenden Weltverbände.
Wesentliche Aspekte der Wettkampfregeln sind Festlegungen zur Wettkampfstätte (z. B. Größe und Beschaffenheit eines Spielfeldes), zum Sportgerät, zu den Alters- und Leistungsklassen, zum Turnier- oder Wettbewerbsmodus, eventuellen Qualifikationsnormen für bestimmte Wettkämpfe und zu den Teilnehmern. Im Spielsportarten werden darüber hinaus Mannschaftsgrößen, Spielzeit und -abschnitte, Punktezählung und Spielklassen vorgegeben. In Individualsportarten sind in der Regel Festlegungen zu den einzelnen Sportdisziplinen (z. B. Distanzen oder Sportgerätegattung) und zur Ermittlung der Leistung (z. B. Physikalische Größen oder Punkte) enthalten.
Auch ist in den Wettkampfregeln festgelegt, welche Voraussetzungen Sportler erbringen müssen, um an einem Wettkampf teilnehmen zu dürfen, also zum Beispiel die Zugehörigkeit zu einem dem jeweiligen Verband angehörenden Sportverein, Anerkennung von Anti-Doping-Bestimmungen sowie Verhaltensregeln und evtl. Sanktionen (z. B. Sportstrafen oder Wettkampfsperren) bei Verstößen gegen diese Regeln. Die Besetzung des Wettkampfgerichtes (Schiedsrichter, Schiedsgericht) und Einspruchsmöglichkeiten sind üblicherweise ebenso enthalten.